# Szabó Kálmán (tanító)
Szabó Kálmán (Abara, 1853. október 2. – Budapest, Józsefváros, 1922. április 26.) fővárosi tanító, Szabó Endre író, hírlapíró, műfordító testvére

## Élete
Abarán született, ahol apja nemes Szabó András gazdatiszt volt, anyja Bajzat Zsuzsanna. 1853. október 4-én keresztelték. Iskoláit, ezek között a képzőintézeti tanfolyamot is, Sárospatakon végezte, a tanképesítőt is ugyanott tette le. A képzőintézet elvégzése után úri családoknál nevelősködött, közben egy évig Egresen (Zemplén vármegye) is volt községi tanító. Nevelői évei között legkedvezőbbek voltak reá nézve a Deregnyőn töltött nevelői évek, ahol Lónyay Gábor igazgatójánál, Petrovics Eleknél nagy könyvtár állott rendelkezésére; itt általános és tanítói műveltségét nagyban gyarapította. 1883-ban fővárosi tanítónak választották meg. A Bezerédy utcai elemi iskola tanári karának 31 esztendőn át volt köztiszteletben állott tagja. Számos szakmunkája jelent meg és irodalmi működésével is magára vonta a figyelmet; egész életét az iskolának áldozta. Nyugdíjaztatása után sem volt kedvesebb időtöltése, mint ha belátogathatott a Bezerédy utcai iskolába, amelynek számára – bár az utolsó években valósággal a nyomorral küszködött – alapítványt hagyott. Kiváló tanító volt és az idők során egész tanítógárdát nevelt. A Rókus kórházban halt meg vesedaganat következtében. Agglegény volt és búcsúzó levelét is a Bezerédy utcai iskola tanítói karához intézte azzal az utolsó kéréssel, hogy bár a temetésére szükséges összeget megkoplalta, a tantestület tekintse a maga halottjának.
Nevelősködése alatt több cikke jelent meg a Zemplénben, ahova az 1890-es évek elejétől számos cikket írt aktuális tanügyi kérdésekről (1895. 329. sz. A német nyelv a főváros elemi iskoláiban); a Néptanítók Lapjában (1900. 12. sz. Nyelvtani botlások, 1906. 42. sz. Magyartalansági falitáblák);

## Műve
- Cikkek a természettani földrajzból. Budapest, 1883.